# Île du Pharaon (Angleterre)
Pour les articles homonymes, voir Île du Pharaon.
L’île du Pharaon (Pharaoh's Island) est une petite île de la Tamise en Angleterre.
L'île est située au-dessus de l'écluse de Shepperton. Elle a été donnée à l'amiral Horatio Nelson après la bataille d'Aboukir (1798) qui l'utilisa comme une retraite pour la pêche.
L'île dispose d'un nombre relativement important de résidences mais elle n'est pas accessible par un pont, elle l'est uniquement par bateau.